# 諾夫利特 (阿肯色州)
諾夫利特（英語：Norphlet）是一個位於美國阿肯色州猶尼昂縣的城市。

## 地理
諾夫利特的座標為33°19′04″N 92°39′50″W / 33.31778°N 92.66389°W，而該地的平均海拔高度為55米（即180英尺）。

## 人口
根據2020年美國人口普查的數據，諾夫利特的面積為5.29平方千米，皆為陸地。當地共有人口766人，而人口密度為每平方千米144人。